# Шейд (футбольный клуб)
«Шейд» — норвежский футбольный клуб из города Осло, выступающий во Втором дивизионе, третьим по силе дивизионе Норвегии. Последний раз в высшем дивизионе Чемпионата Норвегии выступал в 1999 году. Основан 1 января 1915 года. Домашние матчи проводит на стадионе «Бислетт», вмещающем 15 400 зрителей. Клуб славится своей школой и имеет репутацию фабрики талантов.

## Достижения
- Премьер-лига Норвегии:
  - Чемпион (1): 1966

- Кубок Норвегии:
  - Обладатель (8): 1947, 1954, 1955, 1956, 1958, 1963, 1965, 1974
  - Финалист (3): 1939, 1940, 1949

## Выступления в еврокубках
| Сезон   | Турнир          | Раунд |                          | Клуб          | Счёт     |
| ------- | --------------- | ----- | ------------------------ | ------------- | -------- |
| 1964-65 | Кубок кубков    | 1R    | Флаг Финляндии           | Хака          | 1-0, 0-2 |
| 1966-67 | Кубок кубков    | 1R    | Флаг Испании (1945—1977) | Реал Сарагоса | 3-2, 1-3 |
| 1967-68 | Кубок чемпионов | 1R    | Флаг Чехословакии        | Спарта        | 0-1, 1-1 |
| 1968-69 | Кубок Ярмарок   | 1R    | Флаг Швеции              | АИК           | 1-1, 1-2 |
| 1969-70 | Кубок Ярмарок   | 1R    | Флаг Германии            | Мюнхен 1860   | 2-2, 2-1 |
|         |                 | 2R    | Флаг Румынии (1965—1989) | Динамо Бакэу  | 0-0, 0-2 |
| 1975-76 | Кубок кубков    | 1R    | Флаг Польши              | Сталь Жешув   | 1-4, 0-4 |
| 1979-80 | Кубок УЕФА      | 1R    | Флаг Англии              | Ипсвич Таун   | 1-3, 0-7 |

- 1R — первый раунд,
- 2R — второй раунд.